# Princeton (Massachusetts)
Pour les articles homonymes, voir Princeton.
Princeton est une ville du comté de Worcester dans le Massachusetts, aux États-Unis.